# José Manuel Stilianopoulos
José Manuel Stilianopoulos y Estela, más conocido como Mike Stilianopoulos (Manila, 22 de septiembre de 1930 - Madrid, 4 de noviembre de 2016) fue un embajador de Filipinas en Reino Unido. Fue nombrado por el presidente de Filipinas Ferdinand Marcos como el séptimo embajador en el Reino Unido de Gran Bretaña e Irlanda del Norte, cargo que ocupó desde 1977 hasta 1982.

## Biografía
Stilianopoulos nació en Manila, Filipinas, el 22 de septiembre de 1930, de Ana Estela y Carlos Stilianopoulos, un empresario griego. Era nieto del empresario español Miguel Estela y  primo de Sebastian Caruso Moll, congresista de Camarines Sur y del actor  Jesús ‘Og' Ramos. Stilianopoulos era también el tío de la modelo Hilda Estela Garchitorena.
Fue casado con la socialite y escritora mística Esperanza Ridruejo, también conocida como Pitita. Durante su mandato como embajador, la pareja era dueña de una villa aislada cerca del centro turístico de Marbella, que estuvo bajo la mirada de los medios de comunicación internacionales en 1979, cuando la princesa Margarita del Reino Unido mantuvo una estancia en la villa con Roddy Llewellyn, cuando estaba en pleno divorcio con Antony Armstrong-Jones. En su círculo social, incluyendo a la princesa Margarita, eran conocidos simplemente como Mike y Pitita.
Después de mucho tiempo siendo embajador en varios países de Europa, se estableció en España. Mike y Pitita vivieron en el centro de Madrid desde los años 80. Después de sufrir una enfermedad pulmonar obstructiva crónica, murió el 4 de noviembre de 2016 en Madrid.